# 12º Reggimento genio

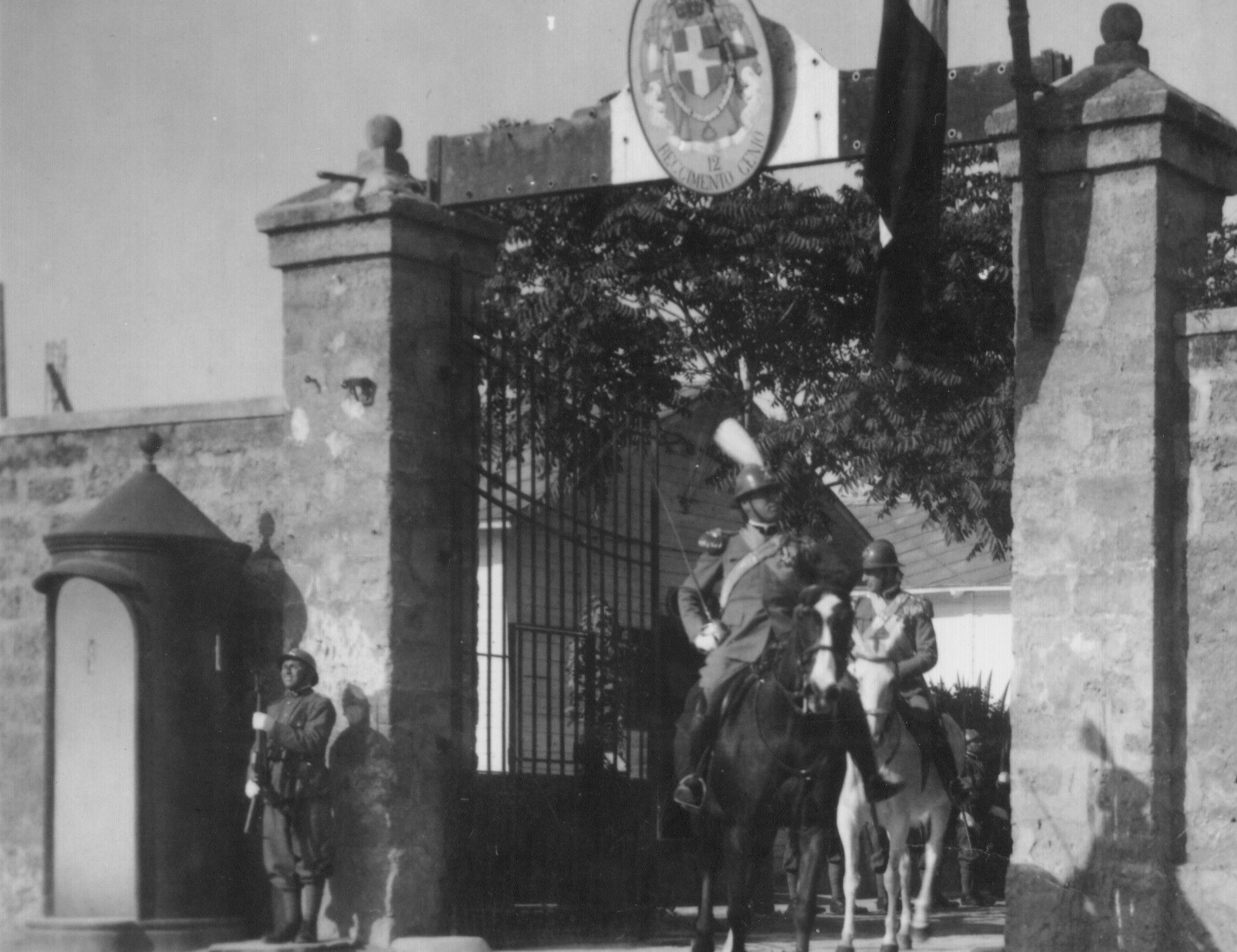
La caserma del 12° a Palermo

Il  12º Reggimento Genio era un reggimento dell'Arma del genio del Regio esercito italiano.

## Storia
Esso fu una delle poche compagnie del Genio dell'Armata Sarda che parteciparono onorevolmente a tutte le campagne di guerra dal 1848 al 1861.
Il 12º Reggimento Genio fu costituito a Palermo il 24 giugno 1918. Era formato dalla 1ª  e 2ª  Compagnia Telegrafisti che, coadiuvati dai radiotelegrafisti, assicurarono con grande abnegazione ed intelligenza il perfetto funzionamento del servizio telegrafico, telefonico e radiotelegrafico.
Prese parte alla seconda guerra mondiale come centro di mobilitazione. L'XI Battaglione Collegamenti e Marconisti della 6ª Armata, fu approntato nel gennaio 1940 dal deposito del 12º Reggimento genio di Palermo e destinato in Africa settentrionale. Il 5 gennaio 1943 viene costituito dal Comando Difesa Territoriale di Palermo, con centro di mobilitazione lo stesso deposito del 12º Reggimento Genio, il 6º Battaglione Marconisti d'Armata, che due giorni dopo cambia denominazione in XI Battaglione Marconisti d'Armata a supporto della 6ª Armata incaricata della difesa della Sicilia. Con l'evacuazione dell'isola dopo lo sbarco alleato il reggimento venne sciolto il 21 luglio 1943.

## Galleria d'immagini

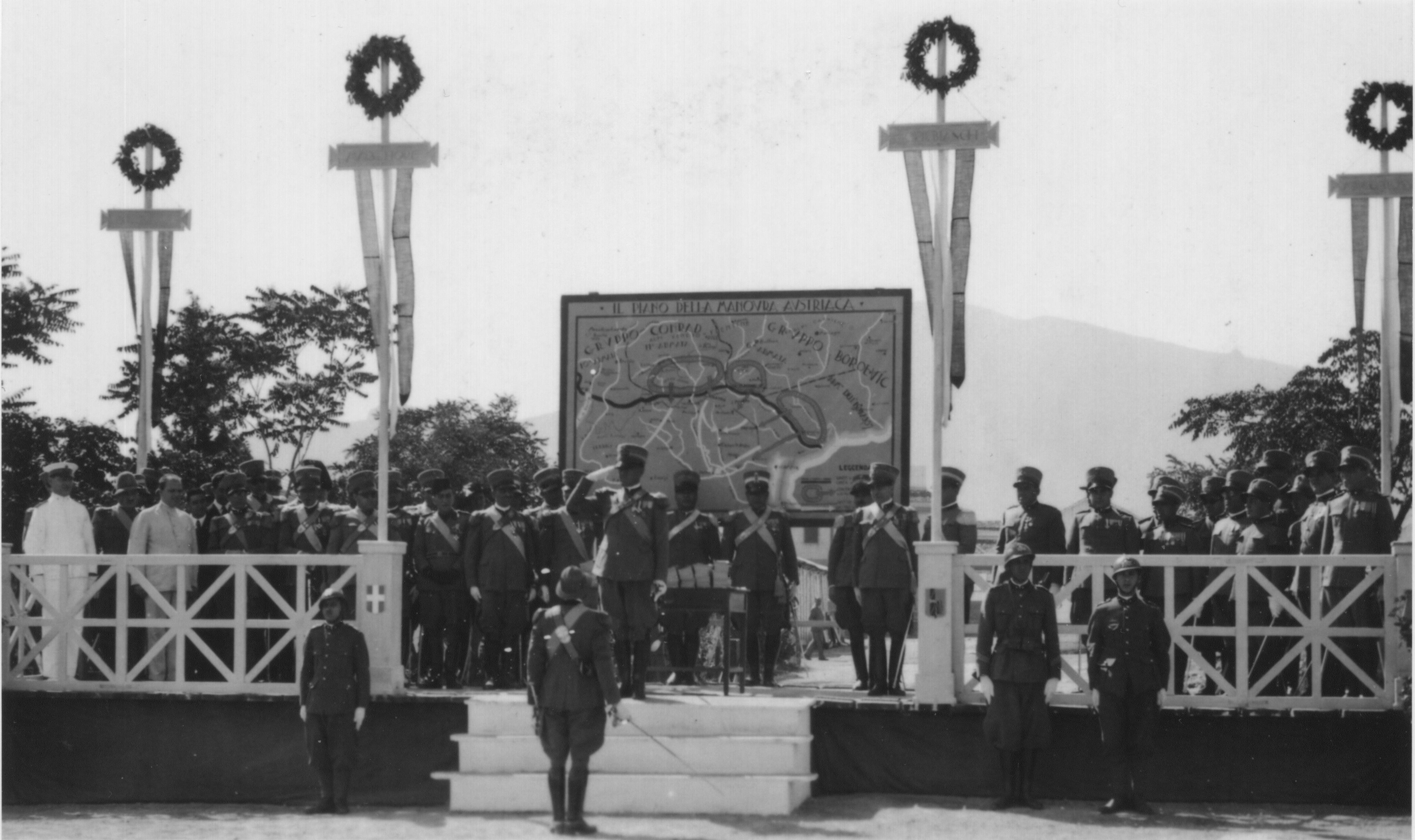
Festa dell'Arma del Genio - 24 maggio 1933 - Palermo
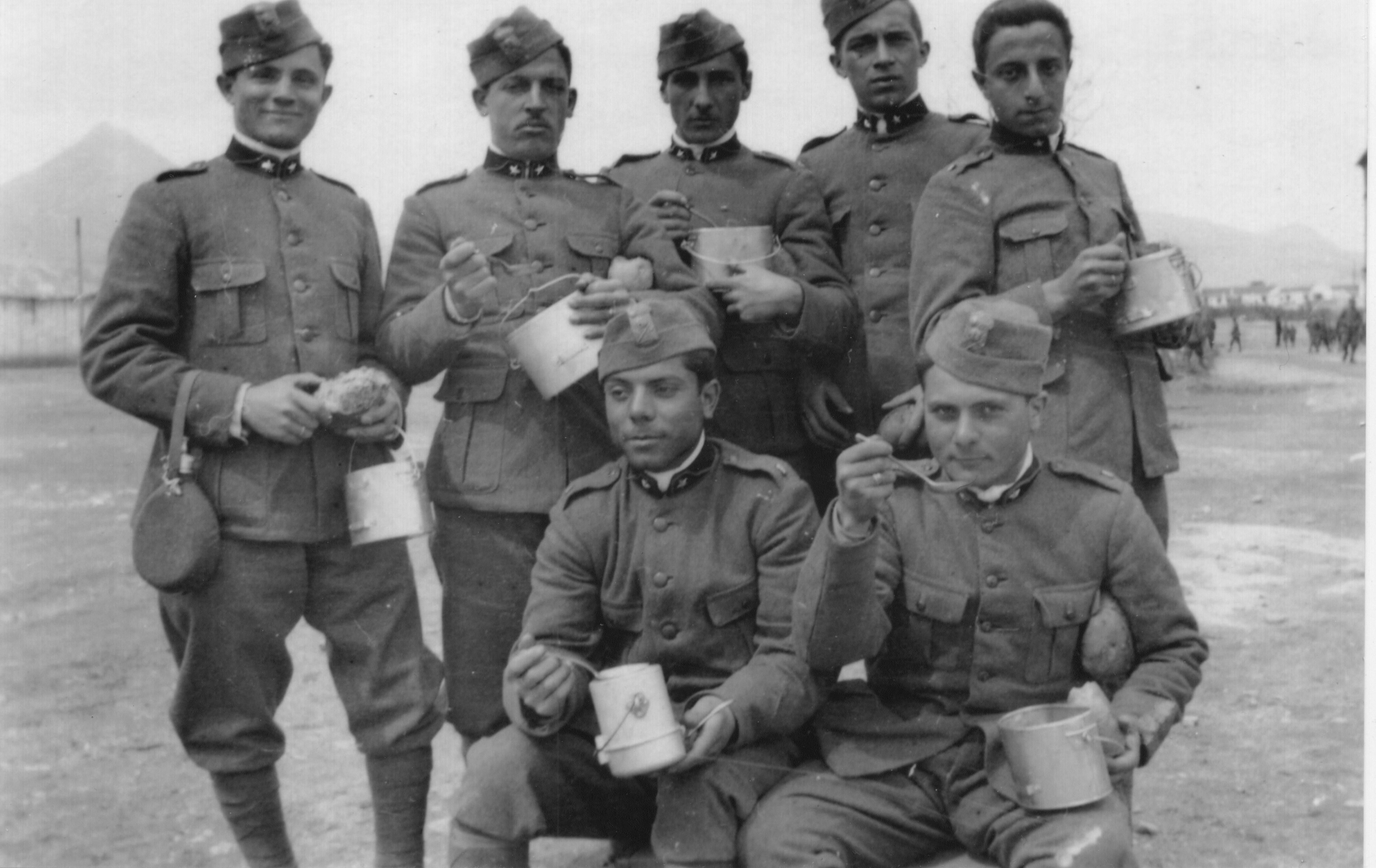
Soldati del 12º Reggimento Genio a Palermo negli anni '30
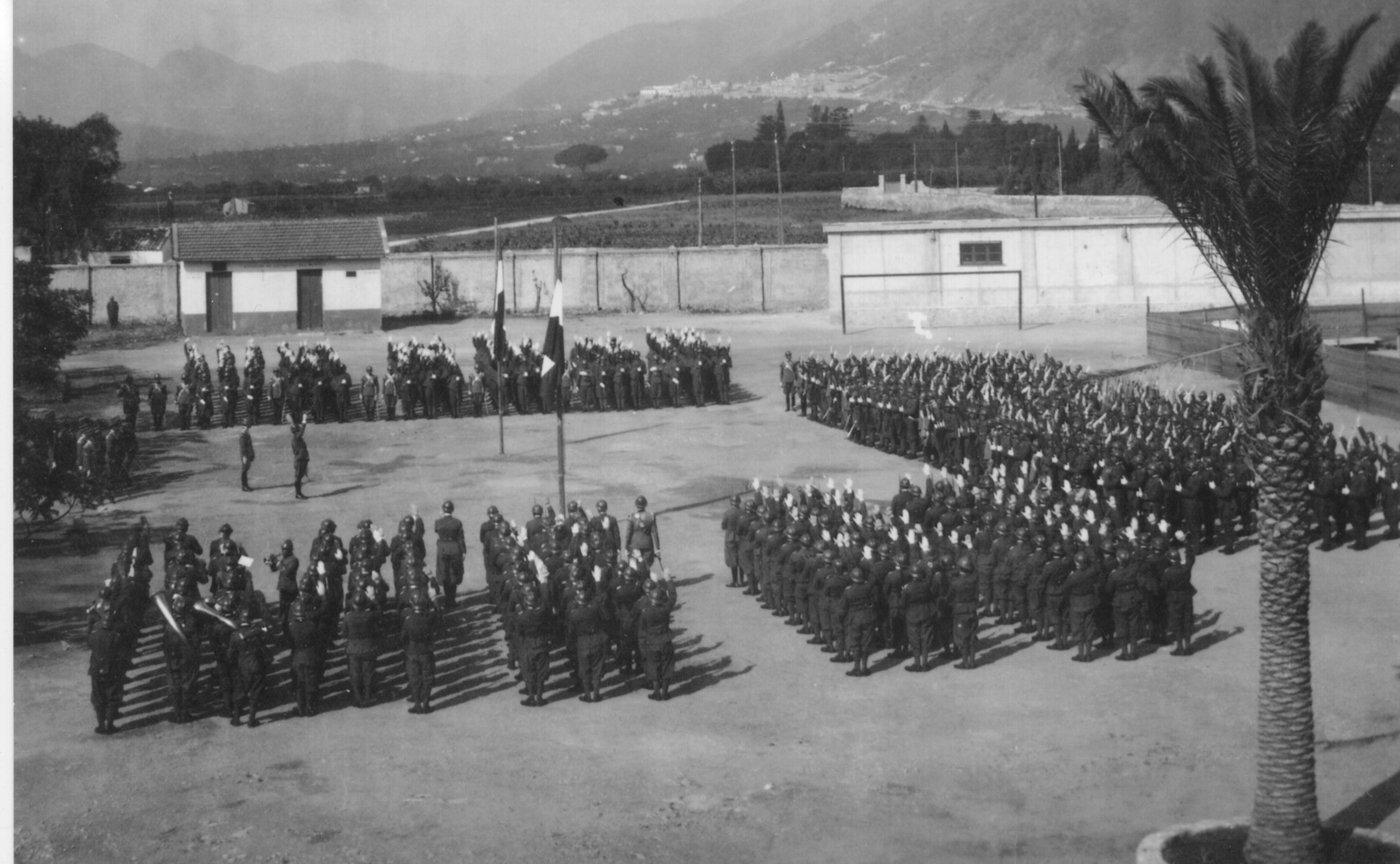
1ª Compagnia Telegrafisti